# Gripsholmssviten
Gripsholmssviten, Gustav Vasas triumftavlor eller Gustav Vasas reformationstavlor, var en serie renässansmålningar från  den äldre vasatiden. Målningarna utfördes troligtvis på order av den svenske kungen Gustav Vasa för att dekorera en av salarna på Gripsholms slott. Som konstnär har målaren Anders Larsson utpekats, men detta är osäkert. Originalverken från 1500-talet finns inte längre bevarade men på 1700-talet tillverkades genom Antikvitetskollegiums försorg kopior i akvarell av samtliga eller ett antal av målningarna. Dessa förvaras på Kungliga biblioteket.

## Motiv och stildrag
Om originaltavlornas utseende finns endast fragmentariska uppgifter. Av akvarellkopiorna går det dock att utläsa ett specifikt händelseförlopp som enligt en tolkning av konstkritikerna Sven Alfons och Harald Gripe fortlöper på följande vis.
På den första akvarellen ser man hur en man överlämnar en ring till en kvinna i orangegul klänning. Till höger i bildfältet skymtar belägringen av en stad. I den andra akvarellen tas samma kvinna tillfånga av en grupp män i en stadsmiljö. I det högra bildfältet på tavlan förs kvinnan gråtande in i en stor sal där flera män är församlade, varav en sitter på en tronstol. Händelserna på den tredje akvarellen äger rum i samma sal som den föregående. Den tillfångatagna kvinnan sjunker på ett dramatiskt sätt till golvet, samtidigt som en man griper tag om hennes vänsterarm. I det högra bildfältet syns en utomhusscen dominerad av en stor skara ryttare och fotsoldater, medan man i bakgrunden kan skymta en stad. På en fjärde akvarellen avtågar samma truppstyrka i riktning mot en stad omgiven av flera stora kullar. Den femte och sista tavlan visar sannolikt en rättegångssituation. Till vänster i bildfältet sitter en mindre grupp män samlade, uppenbarligen i diskussion, och längst bort till höger blir en man bortförd av två svärdbeväpnade vakter.
      

Handlingen utspelar sig en stad med bebyggelse i sten, omgiven av ett böljande landskap med flera stora kullar. Figurernas klädsel överensstämmer väl med högreståndsmodet i norra Europa under 1530- och 1540-talen. Männen är klädda i korta jackor med breda axlar, åtsittande hosor, oxmuleskor och baretter, medan kvinnan bär en något urringad klänning i orangegul färg med snörning framtill. Hennes blonda hår är uppsatt och smyckat med pärlor.

Målningarna ordnade enligt Sven Alfons och Harald Gripes tolkning.
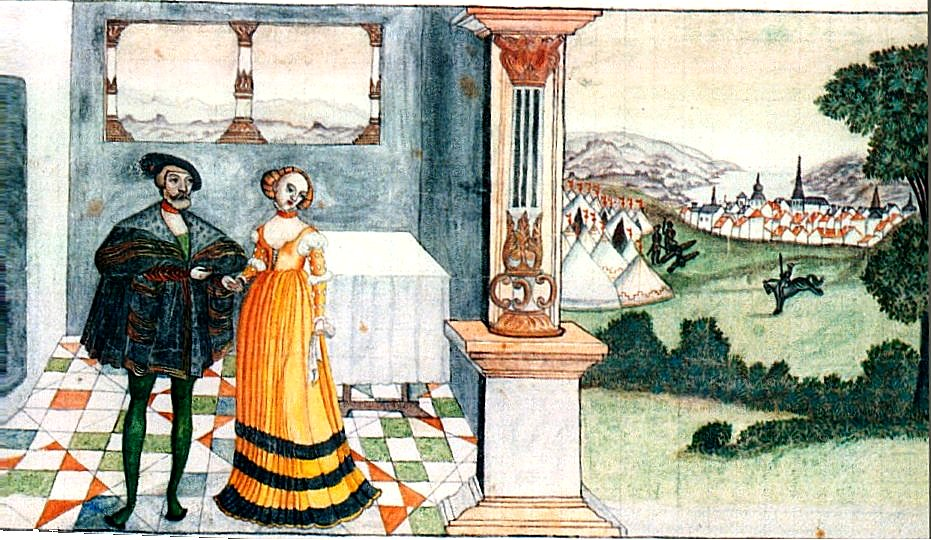
Bild 1: En man överlämnar en ring till en kvinna i orangegul klänning. I det högra bilfältet skymtar belägringen av en stad.
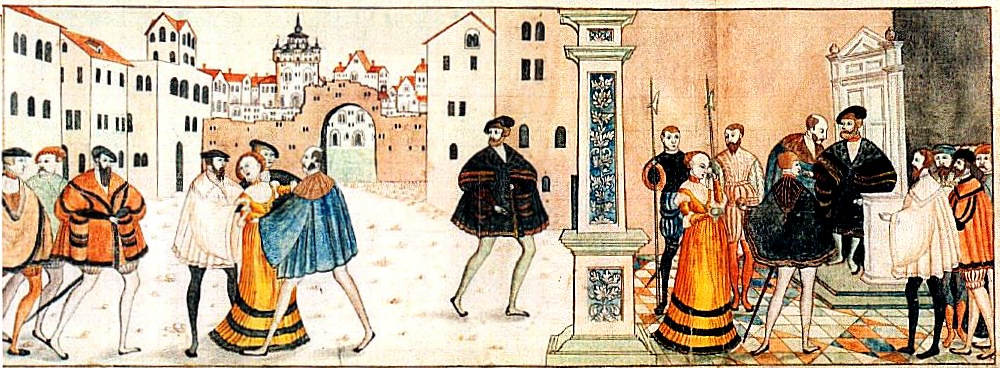
Bild 2: Kvinnan arresteras av en grupp män. I det högra bildfältet förs hon gråtande in i en stor sal, där ett flertal män är församlade.
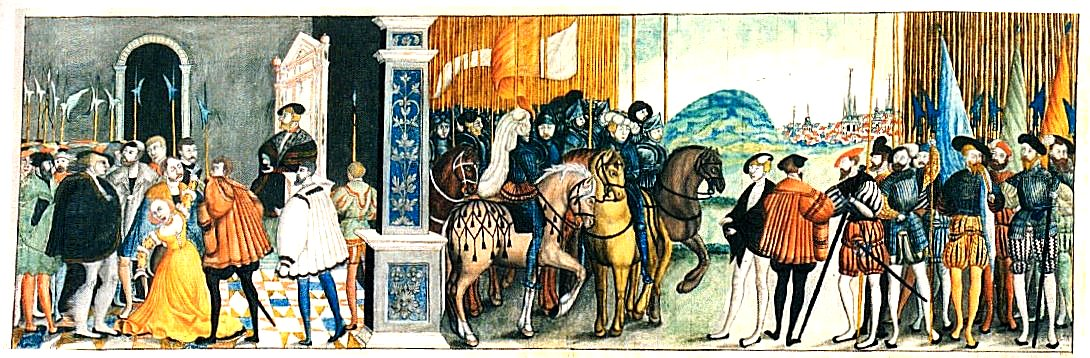
Bild 3: Kvinnan segnar ner till golvet. En av männen runt henne fattar tag i hennes vänstra arm. I det högra bildfältet syns en stor grupp fotsoldater och ryttare.
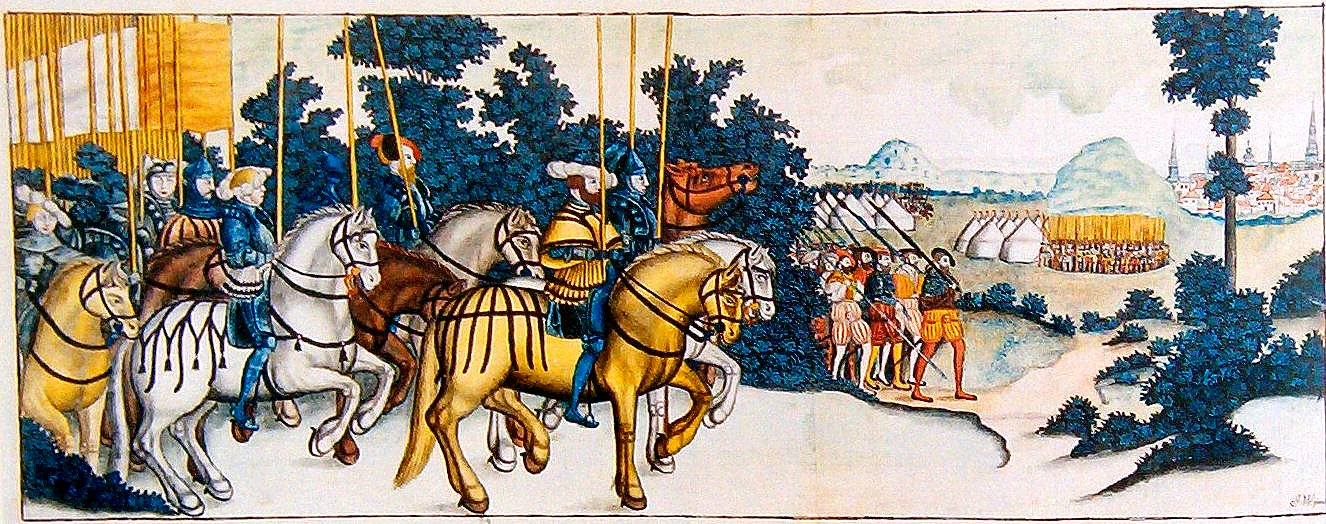
Bild 4: Samma styrka marscherar i riktning mot en stad omgiven av stora kullar.
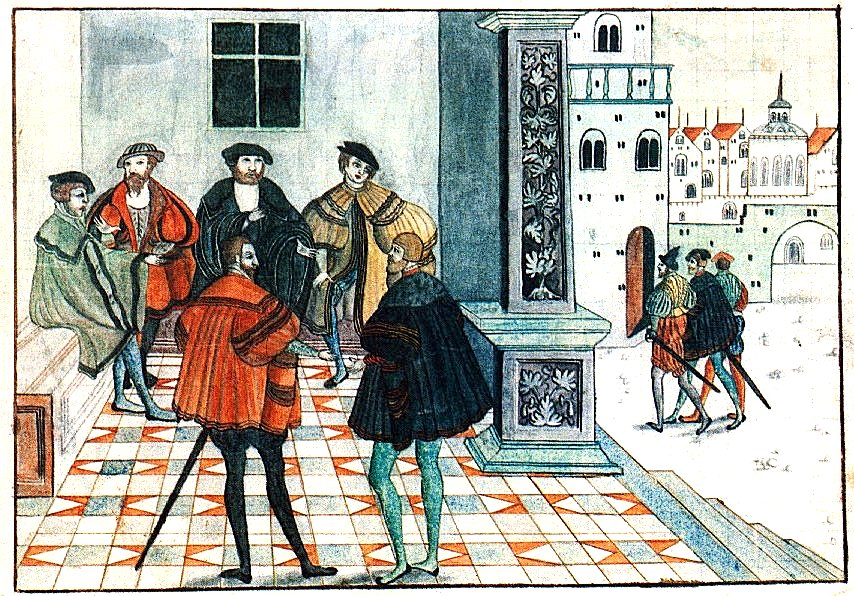
Bild 5: En rättegångssituation samt hur en dömd man förs bort av två beväpnade väktare.

## Motivets innebörd
Tavlornas motiv var länge omdiskuterat. När målningarna återupptäcktes i början av 1700-talet kände man inte till deras exakta ålder, utan antog att de avbildade händelser från Erik XIV:s regeringstid 1560–1568, närmare bestämt hur kungen avsätts av sina yngre bröder Johan och Karl. Något senare lanserade kanslirådet Carl Reinhold Berch en teori om att målningarna föreställde upptakten till Stockholms blodbad år 1520, och identifierade tavlornas huvudpersoner som Kristina Gyllenstierna och Kristian II. Berchs tolkning förblev dominerande fram till 1900-talets början, då den ifrågasattes av arkivarien Nils Östman. Denne ansåg att Gripsholmssviten i själva verket tillkom på beställning av Gustav Vasa under 1540-talet, och var menad som en allegorisk framställning av kungens befrielsekrig mot danskarna 1521–1523. Denna tolkning har sedan dess blivit allmänt accepterad av konsthistoriker.